# Teriomima delicatula
Teriomima delicatula är en fjärilsart som beskrevs av Kirby 1890. Teriomima delicatula ingår i släktet Teriomima och familjen juvelvingar. Inga underarter finns listade i Catalogue of Life.